# ポータル (建築)
- ポルタイユ

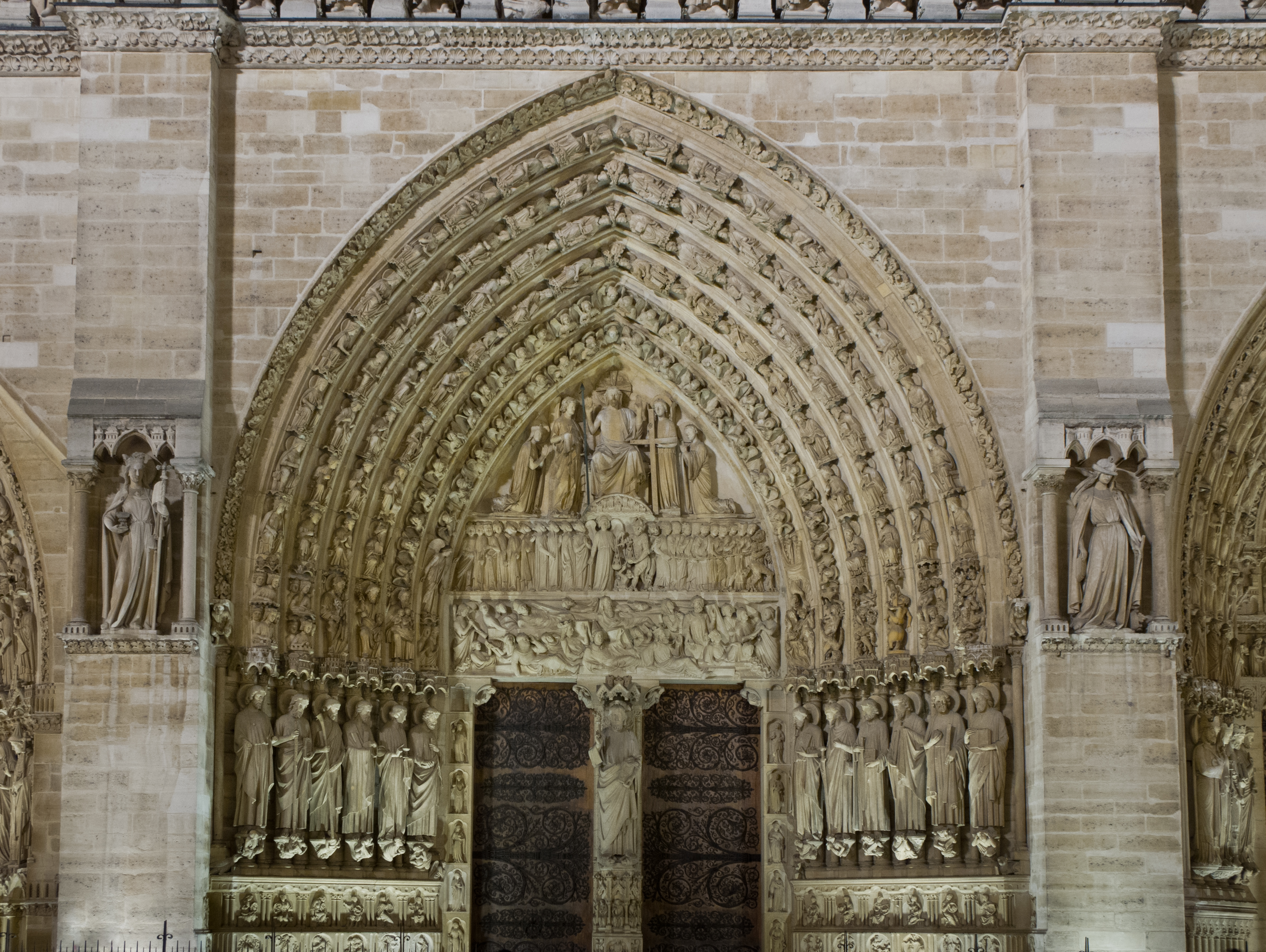
パリのノートルダム大聖堂のポータル。最後の審判で装飾されている(2012年夜間撮影)

ポータル（portal、フランス語ではポルタイユ、仏: Portail）とは、教会、記念建築物、宮殿といった重要な建造物の正面玄関のことである。扉（door）、金属製の門（gate）、落とし格子で出入りを管理することができる。表面は素朴な建材で作られているか、オーナメントで装飾されている。

## 例

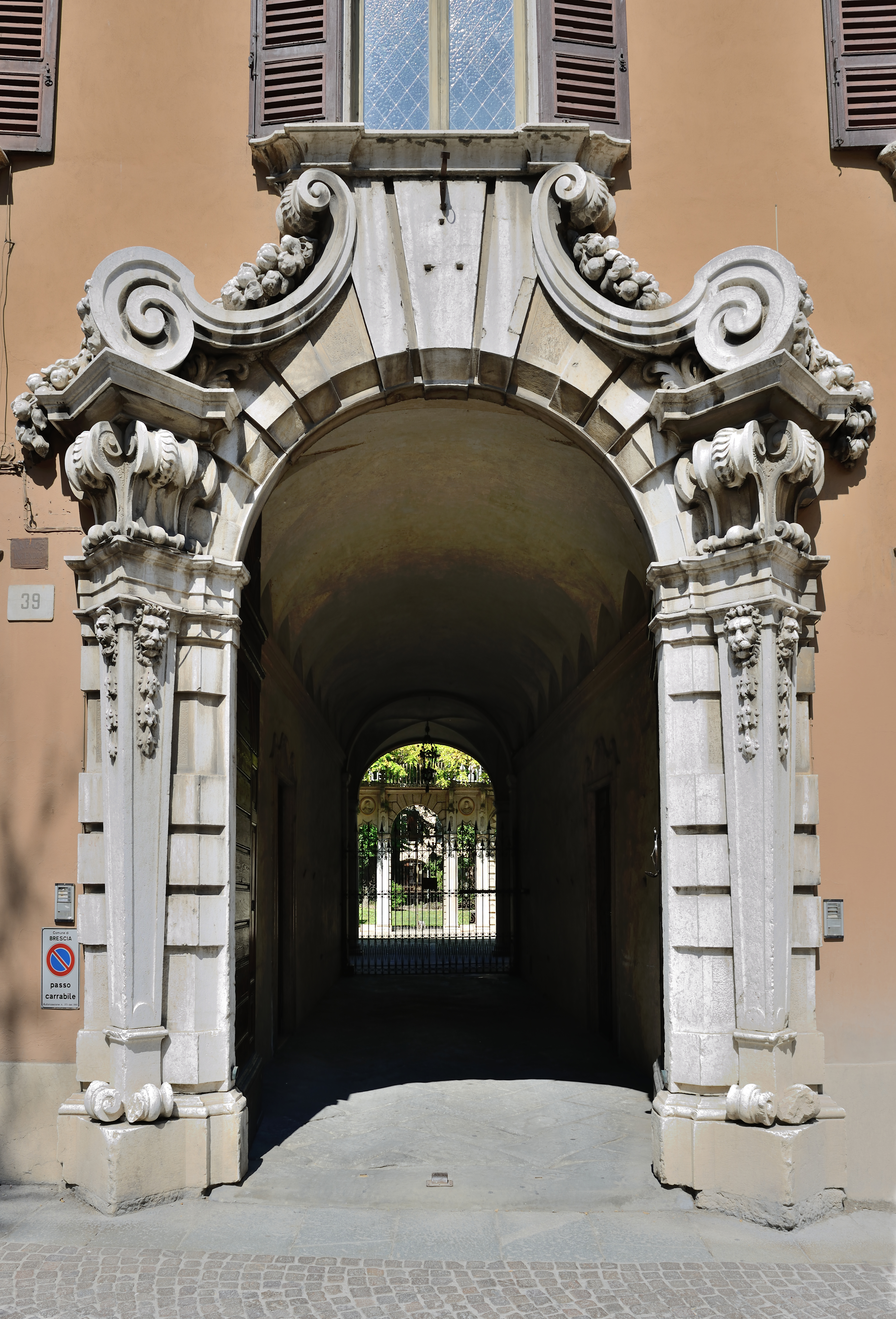
ブレシアの私邸のバロック様式のポータル
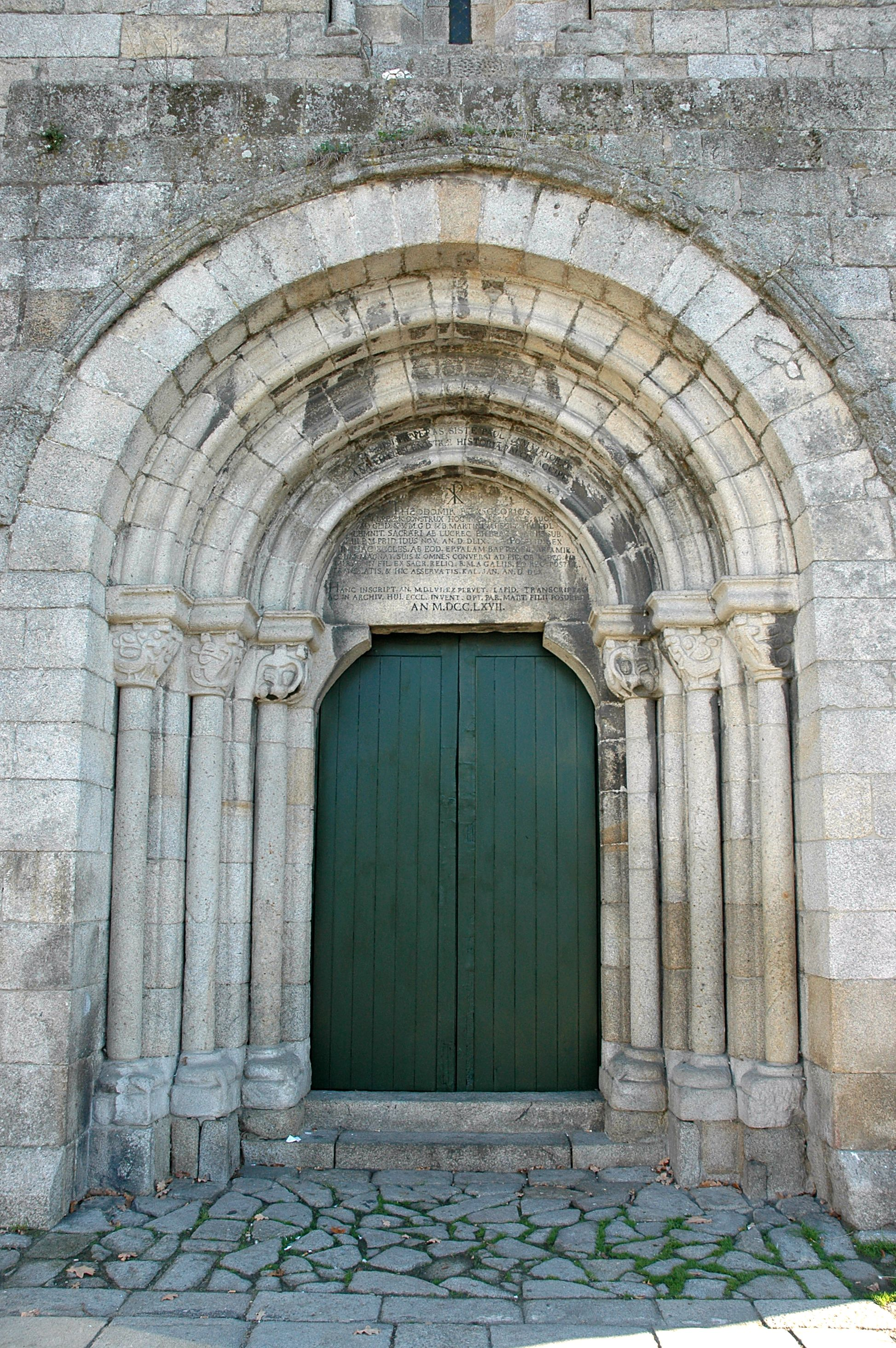
サン・マルティーニョ・デ・セドフェイタ教会のアーチのついたポータル
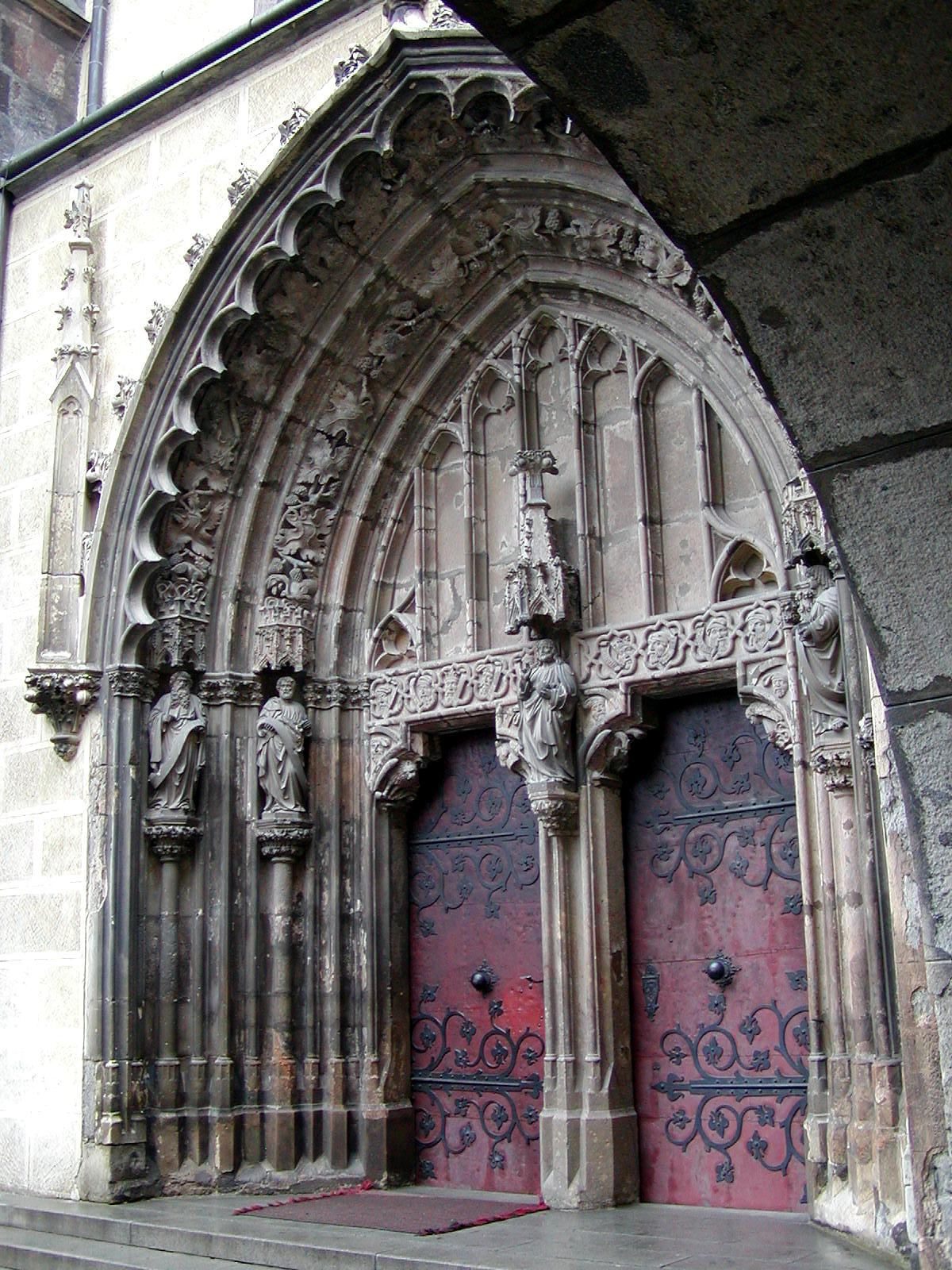
フロンスキー・ベニャディク（英語版）の教会のポータル
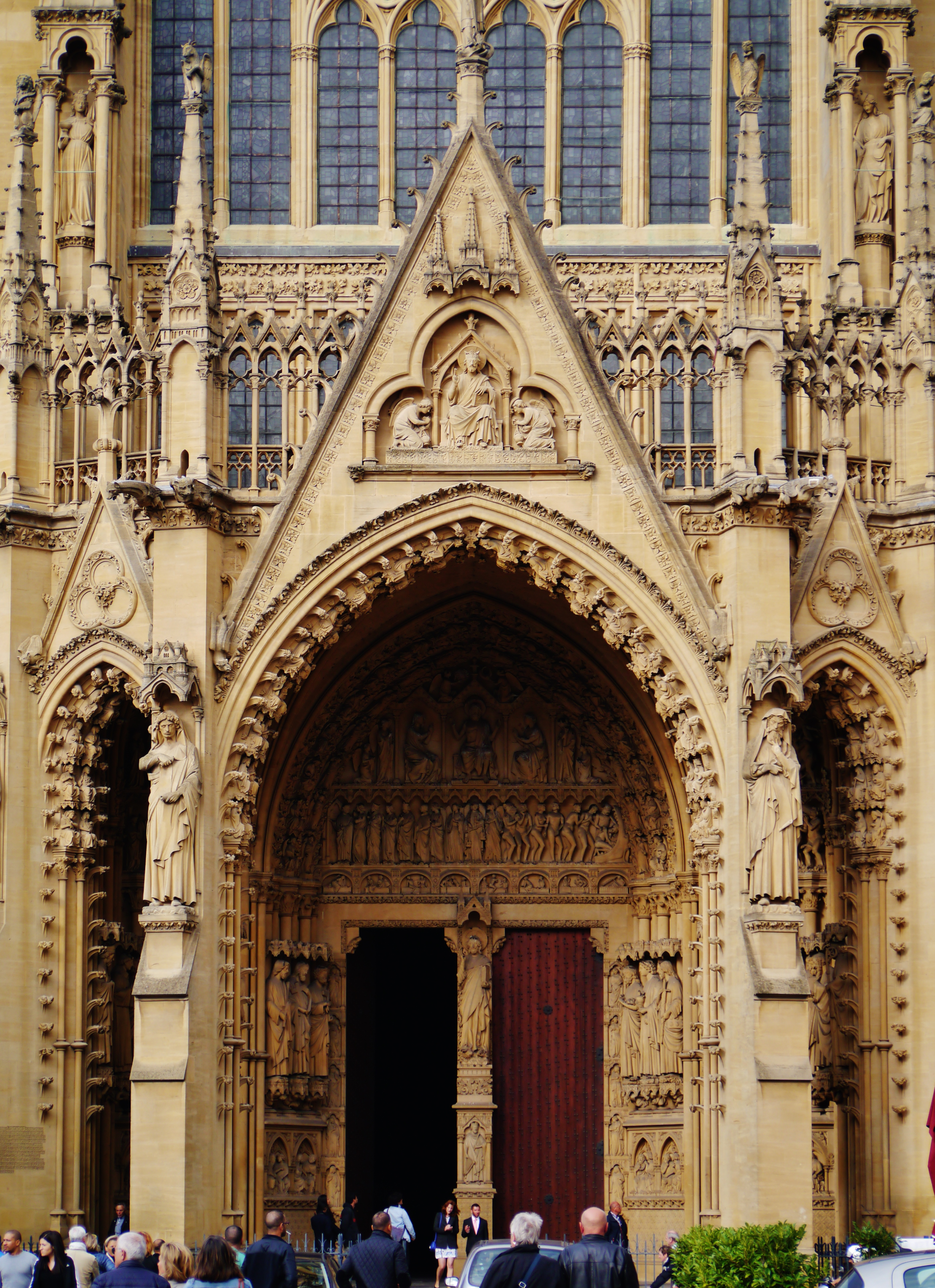
メス大聖堂のゴシック様式のポータル
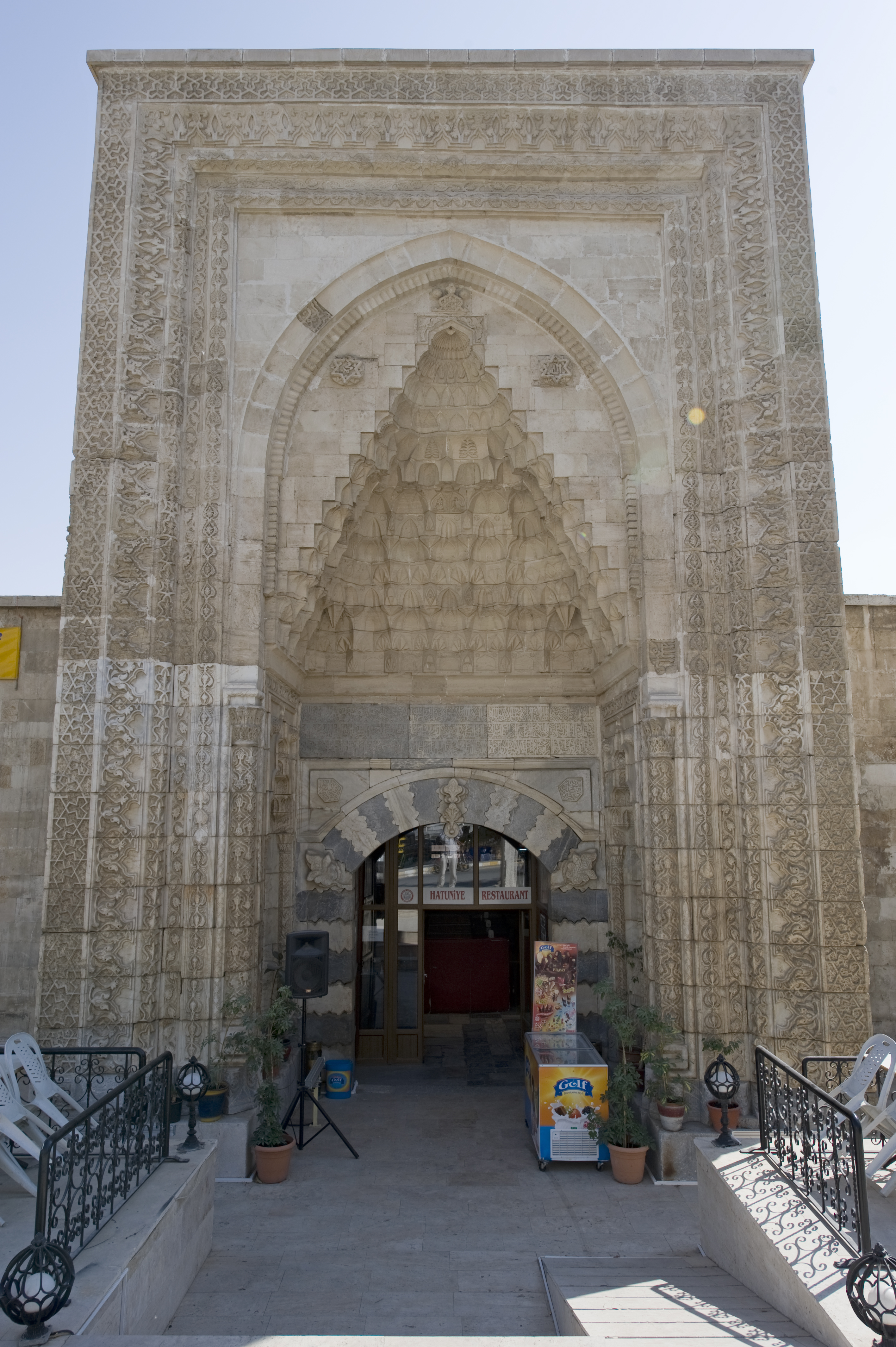
Hatuniye Medresesi(トルコ)